# Leverano rosato
Il Leverano rosato è un vino DOC la cui produzione è consentita nella provincia di Lecce.

## Caratteristiche organolettiche
- colore: rosato tendente al cerasuolo tenue, talvolta con lievi riflessi arancione
- odore: leggermente vinoso con profumo di fruttato se giovane.
- sapore: asciutto, fresco, armonico, gradevole.

## Abbinamenti gastronomici
Si consiglia con piatti a base di pesce e con gli antipasti:
- bagnet verd: acciughe dissalate in salsa verde [2]
- acciughe sotto sale, dissalate e poste sott'olio
- pasta d'acciughe

## Produzione
Provincia, stagione, volume in ettolitri
- Lecce  (1990/91)  1236,0
- Lecce  (1991/92)  1522,0
- Lecce  (1992/93)  1672,5
- Lecce  (1993/94)  2073,57
- Lecce  (1994/95)  1841,48
- Lecce  (1995/96)  1920,55
- Lecce  (1996/97)  1898,34